# Foto-Drama de la Creació
Foto-Drama de la Creació, És un film de contingut religiós, compost de 4 parts, i una durada de 8 hores, produït sota la direcció de Charles Taze Russell, el fundador del moviment d'Estudiants de la Bíblia. Va ser introduït l'any 1914 per la Watch Tower. Incorporava diferents medis sincronitzats: diapositives a color, so i pel·lícula. Un llibre amb el mateix nom va ser també publicat l'any 1914 amb imatges i text explicant la cronologia del pla diví, des de la creació de la terra fins a la fi dels 1000 anys del regnat de Jesucrist.
La primera projecció fou feta el gener de 1914 a Nova York, l'estiu de 1914 a Alemanya. A Nord Amèrica, Europa, Nova Zelanda i Austràlia, més de 9,000,000 de persones pogueren veure el "Foto-Drama" complet, o la versió abreviada anomenada Eureka-Drama.